# Protosticta geijskesi
Protosticta geijskesi – gatunek ważki z rodziny Platystictidae.